# Naučná stezka Lužní les
Naučná stezka Lužní les je naučná stezka spojující Janův hrad a Břeclav. Vede Přírodním parkem Niva Dyje s velkým množstvím ramen Dyje. Její celková délka je 6,5 km a na své trase má 15 zastavení. Otevřena byla v roce 2000, v roce 2011 prošla kompletní rekonstrukcí.

## Vedení trasy
Naučná stezka začíná na okraji Břeclavi v Kančí oboře a celou cestu sleduje zelenou turistickou značku. Odtud pokračuje po asfaltové cestě proti proudu Dyje přes její ramena k Valtické aleji, kde trasu křižuje historická alej vedoucí od Valtic. Odtud pokračuje ještě asi 2 km k rozcestníku U Janova hradu. Tady sice NS končí, ale je možné si ji prodloužit buď 200 m po zelené na Janův hrad nebo 350 m po žluté značce na Lovecký zámeček.

## Zastavení
- Břeclav – Kančí obora
- Voda v lužním lese
- Hrúdy
- Jarní periodická tůň
- Obrovské přírodní bohatství
- Bobr evropský
- Dub letní – král luhu
- Archeologický výzkum písečné duny Břeclav-Líbivá
- Ořešák černý – kousek severní Ameriky na Moravě
- Bez pravidelného kosení zaniknou nivní louky
- Květnaté nivní louky
- Staré stromy
- Návrat domů
- Lesníci pečují o lužní les více než 250 let
- U Janova hradu